# Coeur d'Alene
Coeur d'Alene (/ˌkɔər dəˈleɪn/ korr də-layn) è un comune (city) degli Stati Uniti d'America e capoluogo della contea di Kootenai nello Stato dell'Idaho. La città prende il nome dalla tribù dei Coeur d'Alene.

## Geografia
È la principale città dell'area statistica metropolitana di Coeur d'Alene. La città, la cui popolazione era di 56 733 persone al censimento del 2010, si trova circa 30 miglia (48 km) ad est della più grande Spokane, Washington, di cui è una città satellite. Le due città, compongono l'area statistica combinata di Spokane-Coeur d'Alene, di cui Coeur d'Alene è la terza città più grande (dopo Spokane e il suo più grande sobborgo Spokane Valley). Coeur d'Alene è la più grande città dell'Idaho Panhandle, ed è situata sulla sponda settentrionale del lago Coeur d'Alene, 25 miglia (40 km) di lunghezza.
Coeur d'Alene, che a livello locale è conosciuta come "Lake City", o semplicemente con le sue iniziali "CDA", è situata a 47°41′34″N 116°46′48″W (47.692845, −116.779910). Secondo lo United States Census Bureau, ha un'area totale di 16,08 miglia quadrate (41,65 km²). Si trova 30 miglia (48 km) ad est di Spokane, Washington, ed è parte di un'area metropolitana comune. Si trova 311 miglia (501 km) ad est di Seattle, Washington, sullo stretto di Puget sul lato ovest della catena delle Cascate.

## Società

### Evoluzione demografica
Secondo il censimento del 2010, c'erano 44 137 persone.

### Etnie e minoranze straniere
Secondo il censimento del 2010, la composizione etnica della città era formata dal 93,8% di bianchi, lo 0,4% di afroamericani, l'1,2% di nativi americani, lo 0,8% di asiatici, lo 0,1% di oceaniani, lo 0,9% di altre razze, e il 2,8% di due o più etnie. Ispanici o latinos di qualunque razza erano il 4,3% della popolazione.

## Amministrazione

### Gemellaggi
- Cranbrook

## Curiosità
Gli Alter Bridge hanno dedicato alla città un pezzo omonimo contenuto all'interno dell'album AB III.